# Síria nos Jogos Olímpicos de Verão de 1948
A Síria competiu nos Jogos Olímpicos pela primeira vez nos Jogos Olímpicos de Verão de 1948, em Londres, Reino Unido.